# コホート研究
コホート研究（コホートけんきゅう、英語: cohort study）は、分析疫学における手法の1つであり、特定の要因に曝露した集団と曝露していない集団を一定期間追跡し、研究対象となる疾病の発生率を比較することで、要因と疾病発生の関連を調べる観察研究の一種である。要因対照研究（factor-control study）とも呼ばれる。

ある基盤（地域、職業など）を元に行う研究では、実験的な介入は行わない。主に一回の調査を行う「横断研究」と、二回以上にわたり調査を行う「縦断研究」があり、後者の中で特に最初の調査の対象者集団をコホートと呼ぶ。コホート研究はこの集団を前向きに追跡しているので、曝露から疾病発生までの過程を時間を追って観察することができる。したがって、疾病の自然史を調べることができる、観察の時間的な順序や論理の流れが実験に近い、複数の疾病についての調査が可能である（特定の曝露の広範な健康影響を調べることができる）、という利点がある一方で、対象としている疾病の発生がまれである場合には、大規模なコホートを長期間追跡する必要があり、時間とコストがかかるという欠点がある。
薬剤疫学・産業疫学などで、過去の曝露状況が記録として残っている場合には（診療記録、職業コホートなど）、過去にさかのぼって、コホート研究の情報を得ることができる。時間的な順序は逆転するが、この情報を使って、通常のコホート研究と同じように曝露状況と疾病の発生の関連を調べる研究方法を後ろ向きコホート研究（historical cohort study）という。
観察の対象となる集団は必ずしも人間ではなく、例えばある物質を与えたマウスと与えないマウスの間で癌の発生率を調べるような研究もコホート研究と呼ばれうるが、しかし通常は条件を統制したものであることが多く、そうであればランダム化比較試験（RCT）となる。根拠に基づく医療 (EBM) における証拠の質として、コホート研究はランダム化比較試験の一段階下となる。

## 他手法との比較
コホート研究はしばしば症例対照研究と対比される。コホート研究はこれから起きる未来の事象を追跡し解析するのに対し、症例対照研究は全て起こってしまった過去のことを解析するものである。症例対照研究と比較した場合のコホート研究の利点と欠点を以下に記す。

### 利点
- 危険因子の寄与危険度がわかる
- 事象の発生順序がわかる
- 複数の結果因子が同時に調べられる
- 予測因子の測定バイアスが少ない（間違った結論を導きにくい）

### 欠点
- 稀な疾患に不向き
- 研究の時間と費用がかかる（そのため頻繁には行えない）
- 多数の脱落がないように追跡しなければならない

## 代表的なコホート研究

### 日本のコホート研究
日本疫学会は、以下を満たす活動を大規模コホート研究として掲載している。
1. 疫学会会員が研究代表者か準ずる役割を果たしていること
2. 1万人以上についてベースライン調査を終了していること
3. 5年以上の追跡を終了していること

#### 原爆被爆者における健康影響調査
原爆被爆者寿命調査、成人健康調査など。原爆放射線被曝による影響を示す世界で唯一のコホート研究である。

#### 国立がんセンター多目的コホート調査
5保健所管内15区市町村の住民（6万から8万人）を対象に死亡、罹患を追跡をしている。数多くの研究結果を発表している。

#### 文部科学省コホート調査（JACCスタディ）
大学研究者により全国各地で11万人を追跡するコホート研究である。死亡、罹患を追跡しているが、主に死亡個票をもとにしている。

#### 久山町研究
福岡市に隣接した福岡県糟屋郡久山町（人口約8,400人）の住民を対象に脳卒中、心血管疾患などの疫学調査を九州大学が1961年から実施しているもの。世界的に高く評価されている精度の高い研究である。開始したのは九州大学教授 勝木司馬之助である。追跡率は99%以上であり、全町民の詳細で長期間な研究は、世界でも例を見ないコホート研究である。

#### 高周波電磁界と脳腫瘍の関連に関する国際調査
低レベルの職業・環境曝露に伴うリスク評価の一環として国の援助の基に研究。

### 米国のコホート研究

#### フラミンガム研究
米国NHIが米国北部のマサチューセッツ州フラミンガム町（住民28000人）で行っているコホート研究。1948年から開始されている。